# Joan Baptista Dalmau i Mayol
Joan Baptista Dalmau i Mayol (Mataró, 1814 - Barcelona, 22 de desembre de 1880) va ser un director d'orquestra català.
Fill d'Andreu Dalmau, nascut a La Seu d'Urgell i de Rosalía Mayol natural de Mataró.

## Biografia
Des dels 7 anys va estudiar música a l’escolania de la Mercè. Quan tenia 16 anys va entrar a la "Banda del Regimiento de Artillería" de Barcelona, on va romandre fins al 1840.
Finalment va ser nomenat director d'orquestra del Teatre Nou barceloní.
Casat amb Margarida Mas, van tenir un fill el qual va ser el gran violinista Eusebi Dalmau. Joan Baptista també fou professor de violí del Conservatori de Barcelona, director d'orquestra del Liceu (amb qui alternaria la direcció del ball de màscares de 1866) i finalment mestre de capella de Santa Maria del Mar de Barcelona més de vint anys.